# Жакье, Франсуа
Франсуа Жакье (фр. François Jacquier; 1711, Витри-ле-Франсуа — 1788, Рим) — французский математик.
Вступил в орден минимов и переселился в Италию, где стал профессором в римской коллегии. В своих «Elementi di Perspettiva» (1755) Жакье дал изящное доказательство теоремы, открытой ещё Ньютоном, что все кривые третьего порядка представляются перспективами только трёх из них. В 1739—1742 годах в Женеве напечатал «Isaaci Newtoni philosophiae naturalis principia mathematica» с собственными комментариями.